# لاديناك لو لونج
لاديناك لو لونج (بالفرنسية: Ladignac-le-Long)‏ هي بلدية في مقاطعة فيين العليا في منطقة أقطانية الجديدة غرب وسط فرنسا.